# Нью-Хейвен (тауншип, Миннесота)
Нью-Хе́йвен (англ. New Haven) — тауншип в округе Олмстед, Миннесота, США. На 2000 год его население составило 1205 человек.

## География
По данным Бюро переписи населения США площадь тауншипа составляет 92,7 км², из которых 92,6 км² занимает суша, а 0,1 км² — вода (0,06 %).

## Демография
По данным переписи населения 2000 года здесь находились 1205 человек, 427 домохозяйств и 357 семей.  Плотность населения —  13,0 чел./км².  На территории тауншипа расположено 433 постройки со средней плотностью 4,7 построек на один квадратный километр. Расовый состав населения: 98,26 % белых, 0,75 % коренных американцев, 0,08 % азиатов, 0,08 % — других рас США и 0,83 % приходится на две или более других рас. Испанцы или латиноамериканцы любой расы составляли 0,50 % от популяции тауншипа.
Из 427 домохозяйств в 35,1 % воспитывались дети до 18 лет, в 77,5 % проживали супружеские пары, в 3,3 % проживали незамужние женщины и в 16,2 % домохозяйств проживали несемейные люди. 14,1 % домохозяйств состояли из одного человека, при том 4,9 % из — одиноких пожилых людей старше 65 лет. Средний размер домохозяйства — 2,82, а семьи — 3,11 человека.
25,6 % населения — младше 18 лет, 6,6 % — в возрасте от 18 до 24 лет, 26,2 % — от 25 до 44, 28,2 % — от 45 до 64, и 13,4 % — старше 65 лет. Средний возраст — 41 год. На каждые 100 женщин приходилось 109,6 мужчин.  На каждые 100 женщин старше 18 приходилось 110,1 мужчин.
Средний годовой доход домохозяйства составлял 58 583 доллара, а средний годовой доход семьи —  62 386 долларов. Средний доход мужчин —  37 159  долларов, в то время как у женщин — 30 200. Доход на душу населения составил 23 518 долларов. За чертой бедности находились 1,1 % семей и 2,3 % всего населения тауншипа, из которых 3,3 % младше 18 и 5,2 % старше 65 лет.